# Бешка
Бешка је насељено место у општини Инђија, у Сремском округу, у Србији. Према попису из 2022. било је 5.116 становника.
Овде се налазе Српска православна црква Ваведења у Бешкој, Археолошки локалитет Бешка-Брест и Споменик стрељаним мештанима села Бешке.

## Географија
Лежи на фрушкогорској лесној заравни, на прузи, а близу ауто-пута који повезује Београд и Нови Сад и на коме је северно од Бешке мост преко Дунава.

## Историја
У насељу су пронађене богато осликане касноримске гробнице.
Први помени о Бешки потичу из 1564, а помиње се и у XVII и почетком XVIII века.
У септембру 1914. аустроугарске власти су ухапсиле 28 Срба из места и одвеле их у петроварадинску тврђаву, да би их неколико дана касније шесторо било стрељано, укључујући сликарку Даницу Јовановић.
У православној цркви у Бешки, новосадски звоноливац Ђорђе Петровић је 1857. године излио једно звоно од пет центи. Било је то у време пароха поп Петра Бошковића и црквених тутора Јована Стаматовића и Васе Варићака.
Пре Другог светског рата имала је 3.855 становника од чега више од 2.000 Немаца. У рату је погинуло 59 мештана, а 69 су пали као жртве фашизма.

## Привреда
40% становништва Бешке ради у Београду и Новом Саду, док се остали део активног становништва бави пољопривредом и виноградарством.
Бешка има знатну угоститељску понуду, и на самој обали, узводно од моста на међународном ауто-путу, и у центру села. Уз то, у Бешки је могуће изнајмити чамац, јахту, фијакер и организовати ловачки или риболовачки излет.

## Демографија
У насељу Бешка живи 4949 пунолетних становника, а просечна старост становништва износи 38,9 година (37,3 код мушкараца и 40,6 код жена). У насељу има 1955 домаћинстава, а просечан број чланова по домаћинству је 3,19.
Ово насеље је углавном насељено Србима (према попису из 2002. године).
|  |

| Демографија | Демографија | Демографија |
| Година      | Становника  | Становника  |
| ----------- | ----------- | ----------- |
| 1948.       | 3.648       |             |
| 1953.       | 3.976       |             |
| 1961.       | 5.378       |             |
| 1971.       | 6.351       |             |
| 1981.       | 6.377       |             |
| 1991.       | 6.166       | 5.901       |
| 2002.       | 6.239       | 6.467       |
| 2011.       | 5.783       |             |

| Етнички састав према попису из 2002.‍ | Етнички састав према попису из 2002.‍ | Етнички састав према попису из 2002.‍ | Етнички састав према попису из 2002.‍ | Етнички састав према попису из 2002.‍ |
| ------------------------------------ | ------------------------------------ | ------------------------------------ | ------------------------------------ | ------------------------------------ |
|                                      |                                      |                                      |                                      |                                      |
| Срби                                 | Срби                                 |                                      | 4.766                                | 76,39%                               |
| Хрвати                               | Хрвати                               |                                      | 506                                  | 8,11%                                |
| Југословени                          | Југословени                          |                                      | 208                                  | 3,33%                                |
| Мађари                               | Мађари                               |                                      | 137                                  | 2,19%                                |
| Роми                                 | Роми                                 |                                      | 89                                   | 1,42%                                |
| Украјинци                            | Украјинци                            |                                      | 21                                   | 0,33%                                |
| Чеси                                 | Чеси                                 |                                      | 19                                   | 0,30%                                |
| Црногорци                            | Црногорци                            |                                      | 17                                   | 0,27%                                |
| Словаци                              | Словаци                              |                                      | 11                                   | 0,17%                                |
| Македонци                            | Македонци                            |                                      | 7                                    | 0,11%                                |
| Албанци                              | Албанци                              |                                      | 7                                    | 0,11%                                |
| Муслимани                            | Муслимани                            |                                      | 4                                    | 0,06%                                |
| Бошњаци                              | Бошњаци                              |                                      | 3                                    | 0,04%                                |
| Словенци                             | Словенци                             |                                      | 2                                    | 0,03%                                |
| Русини                               | Русини                               |                                      | 2                                    | 0,03%                                |
| Немци                                | Немци                                |                                      | 2                                    | 0,03%                                |
| Руси                                 | Руси                                 |                                      | 1                                    | 0,01%                                |
| Буњевци                              | Буњевци                              |                                      | 1                                    | 0,01%                                |
| непознато                            | непознато                            |                                      | 109                                  | 1,74%                                |

| Година пописа     | 1948. | 1953. | 1961. | 1971. | 1981. | 1991. | 2002. |
| ----------------- | ----- | ----- | ----- | ----- | ----- | ----- | ----- |
| Број домаћинстава | 929   | 1.062 | 1.482 | 1.687 | 1.904 | 1.866 | 1.955 |

| Број чланова      | 1   | 2   | 3   | 4   | 5   | 6   | 7  | 8 | 9 | 10 и више | Просек |
| ----------------- | --- | --- | --- | --- | --- | --- | -- | - | - | --------- | ------ |
| Број домаћинстава | 327 | 435 | 340 | 475 | 215 | 122 | 26 | 9 | 2 | 4         | 3,19   |

| Пол    | Укупно | Неожењен/Неудата | Ожењен/Удата | Удовац/Удовица | Разведен/Разведена | Непознато |
| ------ | ------ | ---------------- | ------------ | -------------- | ------------------ | --------- |
| Мушки  | 2.568  | 820              | 1.525        | 121            | 86                 | 16        |
| Женски | 2.628  | 499              | 1.544        | 481            | 92                 | 12        |
| УКУПНО | 5.196  | 1.319            | 3.069        | 602            | 178                | 28        |

| Пол    | Укупно                    | Пољопривреда, лов и шумарство | Рибарство                            | Вађење руде и камена | Прерађивачка индустрија       |
| ------ | ------------------------- | ----------------------------- | ------------------------------------ | -------------------- | ----------------------------- |
| Мушки  | 1.171                     | 133                           | 1                                    | 3                    | 324                           |
| Женски | 620                       | 60                            | 0                                    | 0                    | 161                           |
| УКУПНО | 1.791                     | 193                           | 1                                    | 3                    | 485                           |
| Пол    | Производња и снабдевање   | Грађевинарство                | Трговина                             | Хотели и ресторани   | Саобраћај, складиштење и везе |
| Мушки  | 18                        | 121                           | 99                                   | 37                   | 188                           |
| Женски | 3                         | 9                             | 91                                   | 34                   | 40                            |
| УКУПНО | 21                        | 130                           | 190                                  | 71                   | 228                           |
| Пол    | Финансијско посредовање   | Некретнине                    | Државна управа и одбрана             | Образовање           | Здравствени и социјални рад   |
| Мушки  | 2                         | 24                            | 52                                   | 15                   | 22                            |
| Женски | 5                         | 34                            | 10                                   | 41                   | 88                            |
| УКУПНО | 7                         | 58                            | 62                                   | 56                   | 110                           |
| Пол    | Остале услужне активности | Приватна домаћинства          | Екстериторијалне организације и тела | Непознато            | Непознато                     |
| Мушки  | 27                        | 0                             | 0                                    | 105                  | 105                           |
| Женски | 25                        | 0                             | 0                                    | 19                   | 19                            |
| УКУПНО | 52                        | 0                             | 0                                    | 124                  | 124                           |

### Познате личности
- Даница Јовановић (1886—1914), сликарка
- Миро Стефановић, сликар и карикатуриста
- Никола Груловић, (1888—1959), народни херој
- Јован Језеркић, (1920—2000), српски и југословенски фудбалер
- Вељко Вукмановић,(1930—2005), песник
- Ненад Богдановић,(1954—2007), градоначелник Београда